# Zatoka Akaba
Zatoka Akaba (hebr. ‏מפרץ אילת‎, Mifrac Elat; arab. ‏خليج العقبة‎, Chalidż al-Akaba, również Zatoka Ejlacka) – zatoka w północnej części Morza Czerwonego (połączona z resztą morza przez Cieśninę Tirańską), pomiędzy półwyspami: Arabskim a Synaj.
Zatoka ma długość 180 km, szerokość od 12 do 28 km i głębokość dochodzącą do 1829 metrów. Zasolenie wód zatoki waha się pomiędzy 40–41‰. 
Wybrzeża zatoki Akaba należą do Izraela, Jordanii, Egiptu i Arabii Saudyjskiej. Główne porty leżące nad zatoką to Akaba oraz Ejlat.